# Wahlkreis Stirling (Schottisches Parlament)
| Stirling                         |
| -------------------------------- |
| Stirling · Mid Scotland and Fife |
| Gebildet                         |
| 1999                             |
| Abgeordneter                     |
| Evelyn Tweed (SNP)               |
| Regionen                         |
| Stirling                         |

Stirling ist ein Wahlkreis für das Schottische Parlament. Er wurde 1999 als einer von neun Wahlkreisen der Wahlregion Mid Scotland and Fife eingeführt, die im Zuge der Revision der Wahlkreise im Jahre 2011 neu zugeschnitten wurde und weiterhin neun Wahlkreise umfasst. Hierbei wurden dem Wahlkreis Stirling Teile der zur Council Area Stirling gehörenden Gebiete des ehemaligen Wahlkreises Ochil zugeschlagen. Der Wahlkreis entsendet einen Abgeordneten. 
Der Wahlkreis erstreckt sich über eine Fläche von 2105,1 km2. Im Jahre 2020 lebten 77.032 Personen innerhalb seiner Grenzen.

## Wahlergebnisse

### Parlamentswahl 1999
| Ergebnisse der Parlamentswahl 1999 | Ergebnisse der Parlamentswahl 1999 | Ergebnisse der Parlamentswahl 1999 | Ergebnisse der Parlamentswahl 1999 |
| Partei                             | Kandidat                           | Stimmen                            | %                                  |
| ---------------------------------- | ---------------------------------- | ---------------------------------- | ---------------------------------- |
| Labour                             | Sylvia Jackson                     | 13.533                             | 37,8                               |
| SNP                                | Annabelle Ewing                    | 9552                               | 26,7                               |
| Conservative                       | Brian Monteith                     | 9158                               | 25,6                               |
| Liberal Democrats                  | Iain Macfarlane                    | 3407                               | 9,5                                |
| Parteilos                          | Simon Kilgour                      | 155                                | 0,4                                |

### Parlamentswahl 2003
| Ergebnisse der Parlamentswahl 2003 | Ergebnisse der Parlamentswahl 2003 | Ergebnisse der Parlamentswahl 2003 | Ergebnisse der Parlamentswahl 2003 | Ergebnisse der Parlamentswahl 2003 |
| Partei                             | Kandidat                           | Stimmen                            | %                                  | ±                                  |
| ---------------------------------- | ---------------------------------- | ---------------------------------- | ---------------------------------- | ---------------------------------- |
| Labour                             | Sylvia Jackson                     | 10.661                             | 36,0                               | −1,8                               |
| Conservative                       | Brian Monteith                     | 7781                               | 26,2                               | +0,6                               |
| SNP                                | Bruce Crawford                     | 5645                               | 19,0                               | −7,7                               |
| Liberal Democrats                  | Kenyon Wright                      | 3432                               | 11,6                               | +2,1                               |
| Scottish Socialist                 | Margaret Stewart                   | 1486                               | 5,0                                | +5,0                               |
| People’s Alliance                  | Keith Harding                      | 642                                | 2,2                                | +2,2                               |
| Wahlbeteiligung: 29.647 (56,92 %)  |                                    |                                    |                                    |                                    |

### Parlamentswahl 2007
| Ergebnisse der Parlamentswahl 2007 | Ergebnisse der Parlamentswahl 2007 | Ergebnisse der Parlamentswahl 2007 | Ergebnisse der Parlamentswahl 2007 | Ergebnisse der Parlamentswahl 2007 |
| Partei                             | Kandidat                           | Stimmen                            | %                                  | ±                                  |
| ---------------------------------- | ---------------------------------- | ---------------------------------- | ---------------------------------- | ---------------------------------- |
| SNP                                | Bruce Crawford                     | 10.447                             | 32,0                               | +13,0                              |
| Labour                             | Sylvia Jackson                     | 9827                               | 30,1                               | −5,9                               |
| Conservative                       | Bob Dalrymple                      | 8081                               | 24,8                               | −1,4                               |
| Liberal Democrats                  | Alex Cole-Hamilton                 | 3693                               | 11,3                               | −0,3                               |
| Peace Party                        | Liz Law                            | 557                                | 1,8                                | +1,8                               |
| Wahlbeteiligung: 32.625 (61,71 %)  |                                    |                                    |                                    |                                    |

### Parlamentswahl 2011
| Ergebnisse der Parlamentswahl 2011 | Ergebnisse der Parlamentswahl 2011 | Ergebnisse der Parlamentswahl 2011 | Ergebnisse der Parlamentswahl 2011 | Ergebnisse der Parlamentswahl 2011 |
| Partei                             | Kandidat                           | Stimmen                            | %                                  | ±                                  |
| ---------------------------------- | ---------------------------------- | ---------------------------------- | ---------------------------------- | ---------------------------------- |
| SNP                                | Bruce Crawford                     | 14.859                             | 48,9                               | +16,9                              |
| Labour                             | John Hendry                        | 9188                               | 30,2                               | +0,1                               |
| Conservative                       | Neil Benny                         | 4610                               | 15,2                               | −9,6                               |
| Liberal Democrats                  | Graham Reed                        | 1296                               | 4,3                                | −7,0                               |
| Parteilos                          | Jack Black                         | 454                                | 1,5                                | +1,5                               |
| Wahlbeteiligung: 30.406 (58,27 %)  |                                    |                                    |                                    |                                    |

### Parlamentswahl 2016
| Ergebnisse der Parlamentswahl 2016 | Ergebnisse der Parlamentswahl 2016 | Ergebnisse der Parlamentswahl 2016 | Ergebnisse der Parlamentswahl 2016 | Ergebnisse der Parlamentswahl 2016 |
| Partei                             | Kandidat                           | Stimmen                            | %                                  | ±                                  |
| ---------------------------------- | ---------------------------------- | ---------------------------------- | ---------------------------------- | ---------------------------------- |
| SNP                                | Bruce Crawford                     | 16.303                             | 47,7                               | −1,2                               |
| Conservative                       | Dean Lockhart                      | 9.585                              | 28,0                               | +12,9                              |
| Labour                             | Rebecca Bell                       | 6.885                              | 20,1                               | −10,1                              |
| Liberal Democrats                  | Elisabeth Wilson                   | 1.416                              | 4,1                                | −0,1                               |
| Wahlbeteiligung: 34.189 (61,3 %)   |                                    |                                    |                                    |                                    |

### Parlamentswahl 2021
| Ergebnisse der Parlamentswahl 2021 | Ergebnisse der Parlamentswahl 2021 | Ergebnisse der Parlamentswahl 2021 | Ergebnisse der Parlamentswahl 2021 | Ergebnisse der Parlamentswahl 2021 |
| Partei                             | Kandidat                           | Stimmen                            | %                                  | ±                                  |
| ---------------------------------- | ---------------------------------- | ---------------------------------- | ---------------------------------- | ---------------------------------- |
| SNP                                | Evelyn Tweed                       | 19.882                             | 48,6                               | +0,9                               |
| Conservative                       | Dean Lockhart                      | 12.987                             | 31,8                               | +3,8                               |
| Labour                             | Chris Kane                         | 6.556                              | 16,0                               | −4,1                               |
| Liberal Democrats                  | Fayzan Rehman                      | 1.466                              | 3,6                                | −0,5                               |
| Wahlbeteiligung: 69 %              |                                    |                                    |                                    |                                    |